# La Celle-Saint-Cyr
La Celle-Saint-Cyr es una localidad y comuna francesa situada en la región de Borgoña, departamento de Yonne, en el distrito de Sens y cantón de Saint-Julien-du-Sault.
La iglesia, del siglo XIII reformada en el XVI, está dedicada a san Quirico y santa Julita.

## Demografía
| 1 029 | 983 | 1 006 | 670 | 1 326 | 1 286 | 1 399 | 1 488 | 1 318 | 1 214 | 1 253 | 1 333 | 1 302 | 1 251 | 1 206 | 1 101 | 959 | 964 | 915 | 927 | 769 | 770 | 716 | 702 | 619 | 639 | 614 | 586 | 592 | 623 | 682 | 793 | 789 |
| Para los censos de 1962 a 1999 la población legal corresponde a la población sin duplicidades (Fuente: INSEE [Consultar]) |     |       |     |       |       |       |       |       |       |       |       |       |       |       |       |     |     |     |     |     |     |     |     |     |     |     |     |     |     |     |     |     |